# Liste der denkmalgeschützten Objekte in Sklabinský Podzámok
Die Liste der denkmalgeschützten Objekte in Sklabinský Podzámok enthält die 23 nach slowakischen Denkmalschutzvorschriften geschützten Objekte in der Gemeinde Sklabinský Podzámok im Okres Martin.

## Denkmäler
| Foto |                 | Denkmal / č. ÚZPF                                    | Standort / Konskr. Nr.                       | Offizielle Beschreibung                            | Beschreibung                                                                   | Metadaten                                                                   |
| ---- | --------------- | ---------------------------------------------------- | -------------------------------------------- | -------------------------------------------------- | ------------------------------------------------------------------------------ | --------------------------------------------------------------------------- |
| BW   | Datei hochladen | Burgpalast I(sk) ObjektID: 506-620/1                 | Standort KG: Sklabinský Podzámok Konskr.Nr.: | hradné jadro;plášťová hradba a palác               | Burgkern, umgebende Mauern und Palast                                          | č. NKP: 506-620/1 Stand des NKP: 2012-02-08 Name: PALÁC HRADNÝ I.           |
| BW   | Datei hochladen | nördliche Bastion I(sk) ObjektID: 506-620/2          | Standort KG: Sklabinský Podzámok Konskr.Nr.: | hradné jadro;kaplnka sv.Ondreja,stará brána        | Burgkern, Kapelle des Heiligen Andreas, das alte Tor                           | č. NKP: 506-620/2 Stand des NKP: 2012-02-08 Name: BAŠTA SEVERNÁ I.          |
| BW   | Datei hochladen | Burghof I(sk) ObjektID: 506-620/3                    | Standort KG: Sklabinský Podzámok Konskr.Nr.: | hradné jadro;vnútorné palácové nádvorie            | Burgkern, inneren Schlosshof                                                   | č. NKP: 506-620/3 Stand des NKP: 2012-02-08 Name: NÁDVORIE HRADNÉ I.        |
| BW   | Datei hochladen | Burgmauer I(sk) ObjektID: 506-620/4                  | Standort KG: Sklabinský Podzámok Konskr.Nr.: | predhradie I.                                      | Vorwerk I                                                                      | č. NKP: 506-620/4 Stand des NKP: 2012-02-08 Name: MÚR HRADBOVÝ I.           |
| BW   | Datei hochladen | Torturm(sk) ObjektID: 506-620/5                      | Standort KG: Sklabinský Podzámok Konskr.Nr.: | predhradie I.;stará brána                          | Vorwerk I, altes Tor                                                           | č. NKP: 506-620/5 Stand des NKP: 2012-02-08 Name: VEŽA BRÁNOVÁ              |
| BW   | Datei hochladen | Kanonenbastion(sk) ObjektID: 506-620/6               | Standort KG: Sklabinský Podzámok Konskr.Nr.: | predhradie I.;veža obranná,delová                  | Vorwerk I, Verteidigungsturm, Kanonen                                          | č. NKP: 506-620/6 Stand des NKP: 2012-02-08 Name: BAŠTA DELOVÁ              |
|      | Datei hochladen | südliche Kanonenbastion II(sk) ObjektID: 506-620/7   | KG: Sklabinský Podzámok Konskr.Nr.:          | predhradie I.;veža obranná,hradbová,sýpka          | Vorwerk I, Verteidigungsturm, Haus, Getreidespeicher                           | č. NKP: 506-620/7 Stand des NKP: 2012-02-08 Name: BAŠTA DELOVÁ JUŽNÁ II.    |
|      | Datei hochladen | südwestliche Bastion III(sk) ObjektID: 506-620/8     | KG: Sklabinský Podzámok Konskr.Nr.:          | predhradie I.;polygonálna otvorená bašta           | Vorwerk I, offene polygonale Bastion                                           | č. NKP: 506-620/8 Stand des NKP: 2012-02-08 Name: BAŠTA JUHOZÁPADNÁ III.    |
|      | Datei hochladen | Burgpalast II(sk) ObjektID: 506-620/9                | KG: Sklabinský Podzámok Konskr.Nr.:          | predhradie I.;Révayovský kaštieľ                   | Vorwerk I, Herrenhaus Révayov                                                  | č. NKP: 506-620/9 Stand des NKP: 2012-02-08 Name: PALÁC HRADNÝ II.          |
|      | Datei hochladen | Burghof II(sk) ObjektID: 506-620/10                  | KG: Sklabinský Podzámok Konskr.Nr.:          | predhradie I.                                      | Vorwerk I                                                                      | č. NKP: 506-620/10 Stand des NKP: 2012-02-08 Name: NÁDVORIA HRADNÉ II.      |
|      | Datei hochladen | Burgmauer II(sk) ObjektID: 506-620/11                | KG: Sklabinský Podzámok Konskr.Nr.:          | predhradie II.                                     | Vorwerk II                                                                     | č. NKP: 506-620/11 Stand des NKP: 2012-02-08 Name: MÚR HRADBOVÝ II.         |
|      | Datei hochladen | südliche Kanonenbastion III(sk) ObjektID: 506-620/12 | KG: Sklabinský Podzámok Konskr.Nr.:          | predhradie II.;polkruh.bašta pri druhej bráne      | Vorwerk II, Bastion am zweiten Tor                                             | č. NKP: 506-620/12 Stand des NKP: 2012-02-08 Name: BAŠTA DELOVÁ JUŽNÁ III.  |
|      | Datei hochladen | Burghof III(sk) ObjektID: 506-620/13                 | KG: Sklabinský Podzámok Konskr.Nr.:          | predhradie Il.                                     | Vorwerk II                                                                     | č. NKP: 506-620/13 Stand des NKP: 2012-02-08 Name: NÁDVORIA HRADNÉ III.     |
|      | Datei hochladen | Burgmauer III(sk) ObjektID: 506-620/14               | KG: Sklabinský Podzámok Konskr.Nr.:          | predhradie III.                                    | Vorwerk III                                                                    | č. NKP: 506-620/14 Stand des NKP: 2012-02-08 Name: MÚR HRADBOVÝ III.        |
|      | Datei hochladen | westliche Bastion V(sk) ObjektID: 506-620/15         | KG: Sklabinský Podzámok Konskr.Nr.:          | predhradie III.;bašta pri 1.bráne                  | Vorwerk III, Bastion des Tores 1                                               | č. NKP: 506-620/15 Stand des NKP: 2012-02-08 Name: BAŠTA ZÁPADNÁ V.         |
|      | Datei hochladen | westliche Bastion VI(sk) ObjektID: 506-620/16        | KG: Sklabinský Podzámok Konskr.Nr.:          | predhradie III.;Bašta bránová,vstupná              | Vorwerk III, Bastion am Eingangstor                                            | č. NKP: 506-620/16 Stand des NKP: 2012-02-08 Name: BAŠTA ZÁPADNÁ VI.        |
|      | Datei hochladen | Burghof IV(sk) ObjektID: 506-620/17                  | KG: Sklabinský Podzámok Konskr.Nr.:          | predhradie III.                                    | Vorwerk III                                                                    | č. NKP: 506-620/17 Stand des NKP: 2012-02-08 Name: NÁDVORIA HRADNÉ IV.      |
|      | Datei hochladen | Gedenkbereich mit Tafel(sk) ObjektID: 506-683/0      | 0 KG: Sklabinský Podzámok Konskr.Nr.:        | sov.partizáni                                      | für sowjetische Partisanen                                                     | č. NKP: 506-683/0 Stand des NKP: 2012-02-08 Name: MIESTO PAMÄTNÉ S PAM.TAB. |
|      | Datei hochladen | Denkmal(sk) ObjektID: 506-3229/0                     | 0 KG: Sklabinský Podzámok Konskr.Nr.:        | vypálenie obce                                     | für den Dorfbrand                                                              | č. NKP: 506-3229/0 Stand des NKP: 2012-02-08 Name: POMNÍK                   |
|      | Datei hochladen | Partisanenbunker(sk) ObjektID: 506-3462/0            | KG: Sklabinský Podzámok Konskr.Nr.:          | SNP                                                | des Nationalaufstandes                                                         | č. NKP: 506-3462/0 Stand des NKP: 2012-02-08 Name: BUNKER PARTIZÁNSKY       |
|      | Datei hochladen | Partisanenbunker(sk) ObjektID: 506-3463/0            | KG: Sklabinský Podzámok Konskr.Nr.:          | SNP                                                | des Nationalaufstandes                                                         | č. NKP: 506-3463/0 Stand des NKP: 2012-02-08 Name: BUNKER PARTIZÁNSKY       |
|      | Datei hochladen | HORÁREŇ PAMÄTNÁ ObjektID: 506-3230/1                 | 64 KG: Sklabinský Podzámok Konskr.Nr.: 64    | partizánska brigáda;hájenka                        | für Partisanenbrigade                                                          | č. NKP: 506-3230/1 Stand des NKP: 2012-02-08 Name: HORÁREŇ PAMÄTNÁ          |
|      | Datei hochladen | Gedenktafel(sk) ObjektID: 506-3230/2                 | 64 KG: Sklabinský Podzámok Konskr.Nr.: 64    | partizánska brigáda;brig.P.A.Veličku=I.+II.Štefáni | für Partisanenbrigade P.A.Veličku = I.+II. Štefánik (Milan Rastislav Stefanik) | č. NKP: 506-3230/2 Stand des NKP: 2012-02-08 Name: TABUĽA PAMÄTNÁ           |

## Legende
Die Tabelle enthält im Einzelnen folgende Informationen:
| Foto:                    | Fotografie des Denkmals. |
| Denkmal / č. ÚZPF:       | Die Übersetzung der Bezeichnung des Denkmals, wie sie vom Slowakischen Denkmalamt (Pamiatkový úrad Slovenskej republiky) verwendet wird. Die Originalbezeichnung ist unter dem Fragezeichen angegeben. Fehlt die Übersetzung, so wird die Originalbezeichnung direkt angezeigt. Weiters ist die Objekt-Identifikationsnummer (Objekt ID) angeführt. Sie ist die offizielle, in der Slowakei eindeutige Nummer č. ÚZPF inklusive der zugehörigen Zählnummer, wie sie in den Daten des Denkmalamtes angegeben wird. Da diese nur innerhalb eines Landkreises gezählt wird, ist dessen Nummer der Denkmalnummer vorangestellt. |
| Standort:                | Wenn in der Liste vorhanden, ist die Adresse angegeben. In Klammern kann sich noch eine zusätzliche Adresse befinden, wenn es beispielsweise ein Eckhaus ist. Bei freistehenden Objekten ohne Adresse (zum Beispiel bei Bildstöcken) ist eine Adresse angegeben, die in der Nähe des Objekts liegt. Durch Aufruf des Links Standort wird die Lage des Denkmals in verschiedenen Kartenprojekten angezeigt. Darunter sind die Katastralgemeinde (KG) und, wenn vorhanden, die Konskriptionsnummer (Konskr. Nr.) angegeben.                                                                                                   |
| Offizielle Beschreibung: | Es ist die Kurzbeschreibung auf Slowakisch, wie sie in den offiziellen Listen angegeben ist, eingetragen. |
| Beschreibung:            | Kurze Angaben zum Denkmal auf Deutsch. |
| Metadaten:               | Zusätzlich werden, wenn in den persönlichen Einstellungen das Helferlein Dauerhaftes Einblenden von Metadaten aktiviert ist, ebensolche angezeigt. |

- Karte mit allen Koordinaten:
- OSM |
- WikiMap